# Qoşaqovaq
Qoşaqovaq è un comune dell'Azerbaigian situato nel distretto di Ağdaş. Conta una popolazione di 1 083 abitanti.